# Гейдаров, Тофик Миргасан оглы
Тофик Миргасан оглы Гейдаров (азерб. Tofiq Mirhəsən oğlu Heydərov; род. 1972, Ленкорань) — азербайджанский тяжелоатлет, спортивный деятель и предприниматель, мастер спорта СССР (1988), Заслуженный деятель физической культуры и спорта Азербайджанской Республики (2019), участник летних Олимпийских игр 1996 года в Атланте, главный тренер сборной Азербайджана по тяжёлой атлетике (2016—2017), вице-президент Федерации тяжёлой атлетики Азербайджана (2010—2011, 2017—2020), учредитель и президент спортивного клуба «Zirvə», создатель жилого комплекса «AAAF Park».

## Биография
Тофик Миргасан оглы Гейдаров родился 16 июля 1972 года в городе Ленкорань Азербайджанской ССР. Окончил школу № 2 города Ленкорань. В 1980 году Гейдаров начал заниматься тяжёлой атлетикой в Ленкорани, принимал участие в различного рода юношеских турнирах, а также выиграл Кубок Азербайджанской ССР среди взрослых.
В 1988 году Гейдаров получил звание мастера спорта. В 1990 году принял участие в «Кубке дружбы» в венгерском городе Сексард в составе юношеской сборной СССР. В весовой категории до 75 кг Гейдаров завоевал три золотые медали с результатом 312,5 кг (142,5 в рывке и 170,0 в толчке) в рывке, в толчке и по сумме. В этом же году посупил в Азербайджанский государственный институт физической культуры. В 1993 году Гейдаров впервые принял участие в чемпионате Азии в иранском городе Тебриз и Кубке Намчу и завоевал серебряную медаль.
В 1995 году окончил институт по специальноси тяжёлой атлетики. В 1996 году Тофик Гейдаров принял участие на чемпионате Европы в норвежском городе Ставангер. Заняв 5-е место в весовой категории до 83 кг, Гейдаров завоевал лицензию на Олимпийские игры в Атланте. На этой дебютной для Азербайджана Олимпиаде Гейдаров в той же весовой каегории показал в сумме результат 330 кг (150 в рывке и 180 в толчке) и занял 11-е место.
В 1998 году Гейдаров занял 15-е место в весовой категории до 85 кг на чемпионате мира в финском Лахти, подняв в сумме 340 кг (155 в рывке и 185 в толчке). В 2001 году на чемпионате мира в турецкой Анталье в весовой категории до 94 кг Гейдаров занял 16-е место с результатом 340 кг (160 в рывке и 180 в толчке).
В 2001 году Гейдаров завершил свою спортивную карьеру. В 2005 году Гейдаров учредил строительную фирму ООО «AAAF İnşaat». В 2006 году создал спортивный клуб «Zirvə», который впоследствии основал филиалы в Ленкоране, Масазыре, Хырдалане, Лерике и Самухе.
В 2010 году был назначен на должность вице-президента Федерации тяжелой атлетики Азербайджана. В 2011 году оставил пост вице-президента. В 2016 году был назначен главным тренером сборной Азербайджана по тяжёлой атлетике. В декабре 2017 года Гейдаров подал в отставку с поста главного тренера сборной и вновь был назначен на должность вице-президента Федерации тяжелой атлетики Азербайджана. В январе 2020 года подал в отставку с поста вице-президента федерации.
В 2019 году за заслуги в развитии физической культуры и спорта в Азербайджане Тофик Гейдаров был удостоен почётного звания «Заслуженный деятель физической культуры и спорта Азербайджана».